# انتشار گاز گلخانه‌ای توسط ترکیه

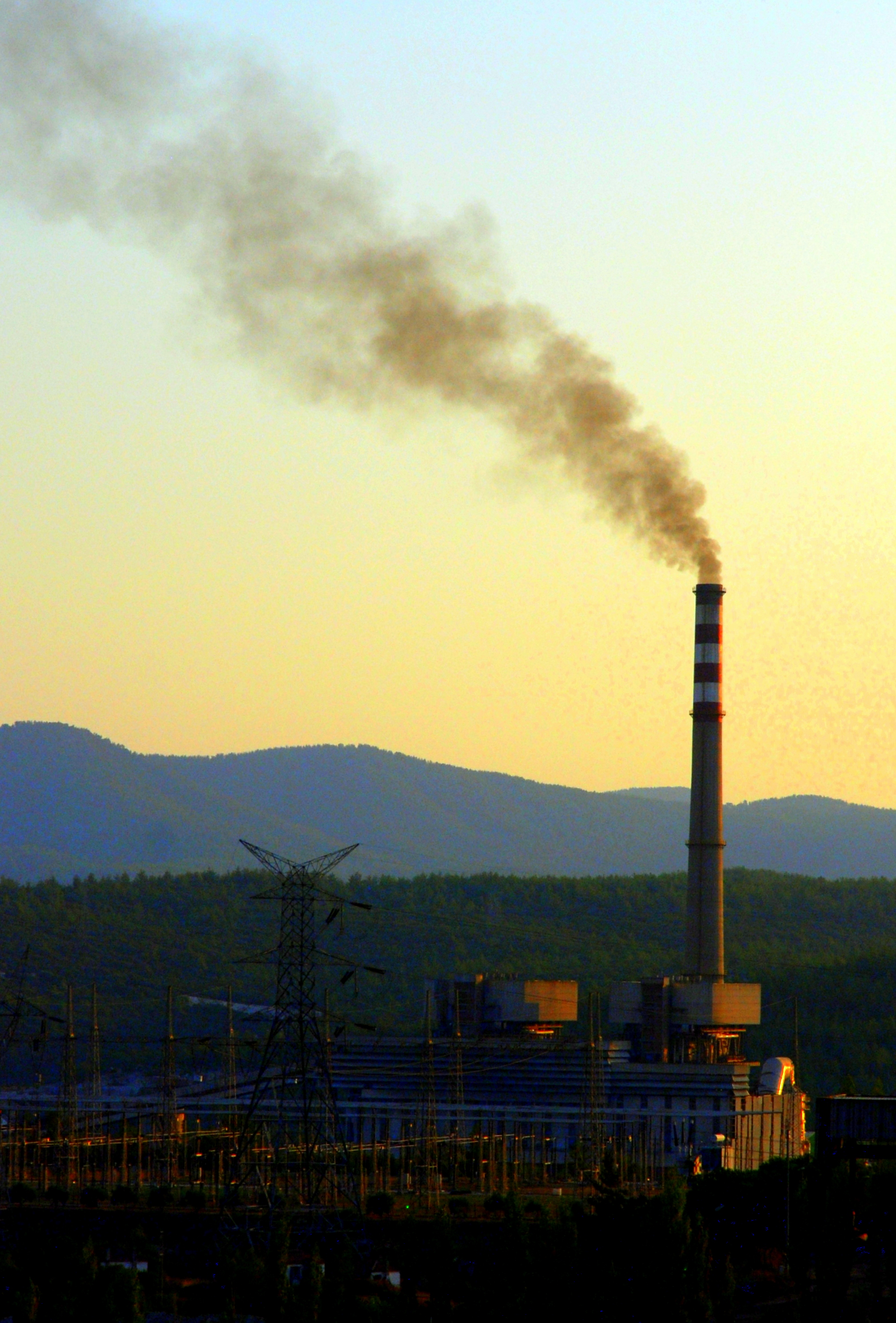
نیروگاه‌های زغال سنگ، مانند ینیکوی استان موغلا، بزرگ‌ترین منبع گازهای گلخانه ای هستند. ۴۵۹

انتشار گاز گلخانه‌ای توسط ترکیه پانصد میلیون تن است که بیش از یک سوم آن در اثر سوختن زغال‌سنگ، خودروها و کامیون‌ها است - عمدتاً دی‌اکسیدکربن - و یکی از دلایل تغییرات آب و هوایی در ترکیه هستند. نیروگاه‌های با سوخت زغال‌سنگ کشور بیشترین دی‌اکسید کربن را آزاد می‌کنند. یکی دیگر از منابع مهم خودروهای جاده‌ای هستند که با بنزین یا گازوئیل کار می‌کنند. پس از زغال سنگ و نفت، گاز فسیلی سومین سوخت آلاینده است که در نیروگاه‌های گازی ترکیه، خانه‌ها و محل کار سوزانده می‌شود. مقدار زیادی متان توسط دام‌ها آزاد می‌شود. گاوها به تنهایی نیمی از گازهای گلخانه‌ای حاصل از کشاورزی در ترکیه را تولید می‌کنند.

## برآوردها پیش از اعلام فهرست رسمی
انتشار دی‌اکسید کربن (CO2) از سوخت‌های فسیلی بزرگ‌ترین بخش انتشارات گازهای گلخانه‌ای را تشکیل می‌دهد. ردیابی اقلیمی از اندازه‌گیری کربن دی‌اکسید در فضا برای تعیین منابع بزرگ انتشار مانند نیروگاه‌هایی با سوخت زغال‌سنگ در ترکیه استفاده می‌کند. بر این اساس، جنگل‌داری و استفاده از زمین یک منبع انتشار خالص در سال ۲۰۲۱ بوده‌است و حتی بدون آن نیز ۶۱۵ میلیون تن GHG در آن سال منتشر شده‌است.

## رصد، گزارش‌دهی، و تأیید(MRV)
رصد، گزارش‌دهی و تأیید (MRV) شامل به اشتراک‌گذاری اطلاعات و درس‌های آموخته شده‌است که باعث تحکیم اعتماد حامیان مالی اقلیمی بین‌المللی می‌شود. مؤسسه آماری دولت ترکیه (Turksat) از دستورالعمل‌های گزارش‌دهی کنوانسون چهارچوب ملل متحد روی تغییر قلیمی (UNFCCC) تبعیت می‌کند، بنابراین، از GHG وابسته به تولید برای برآورد موجودی گاز گلخانه‌ای استفاده می‌کند.